# Bombardements de Tallinn pendant la Seconde Guerre mondiale

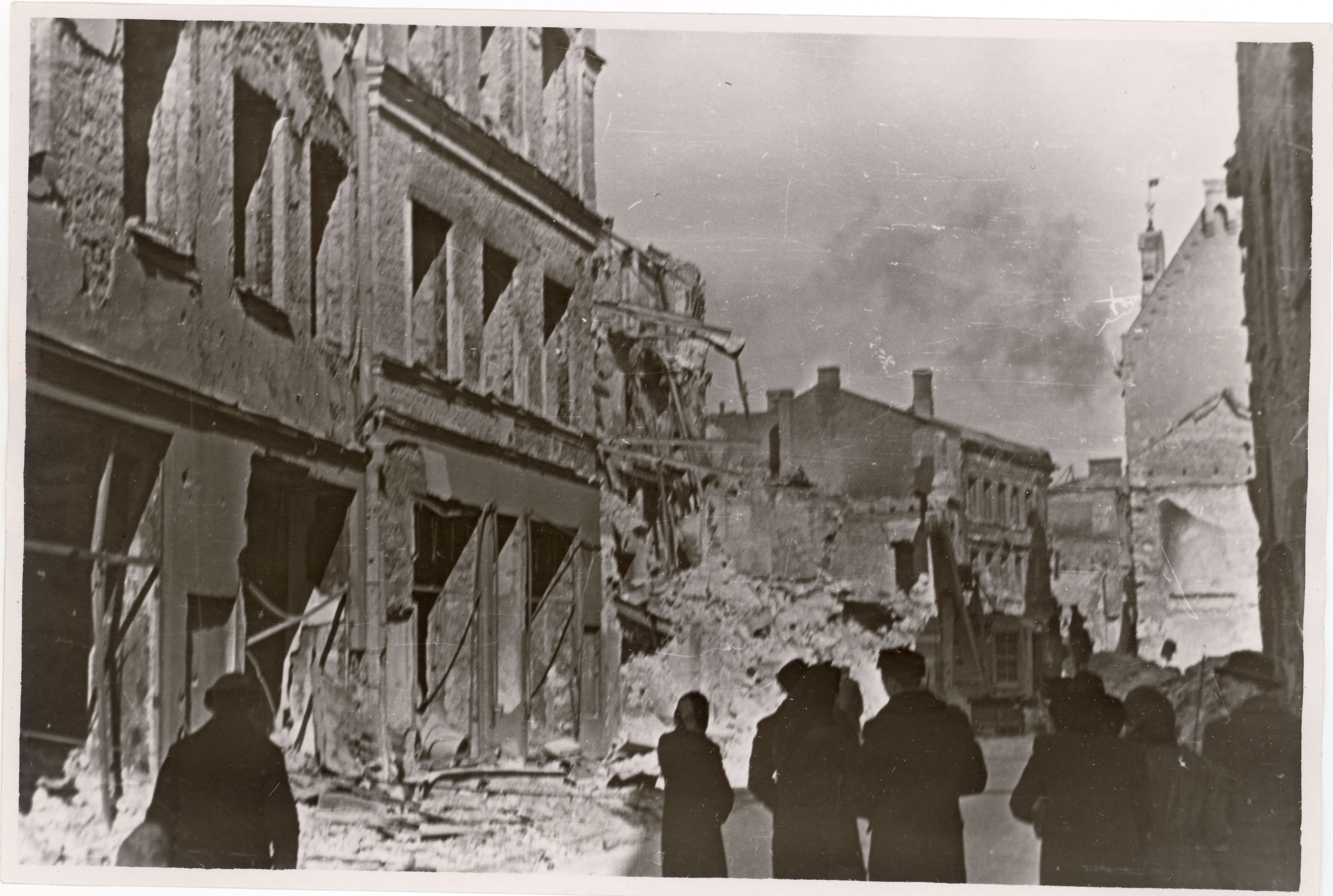
La vieille ville de Tallinn après avoir été bombardée par les forces aériennes soviétiques en mars 1944.

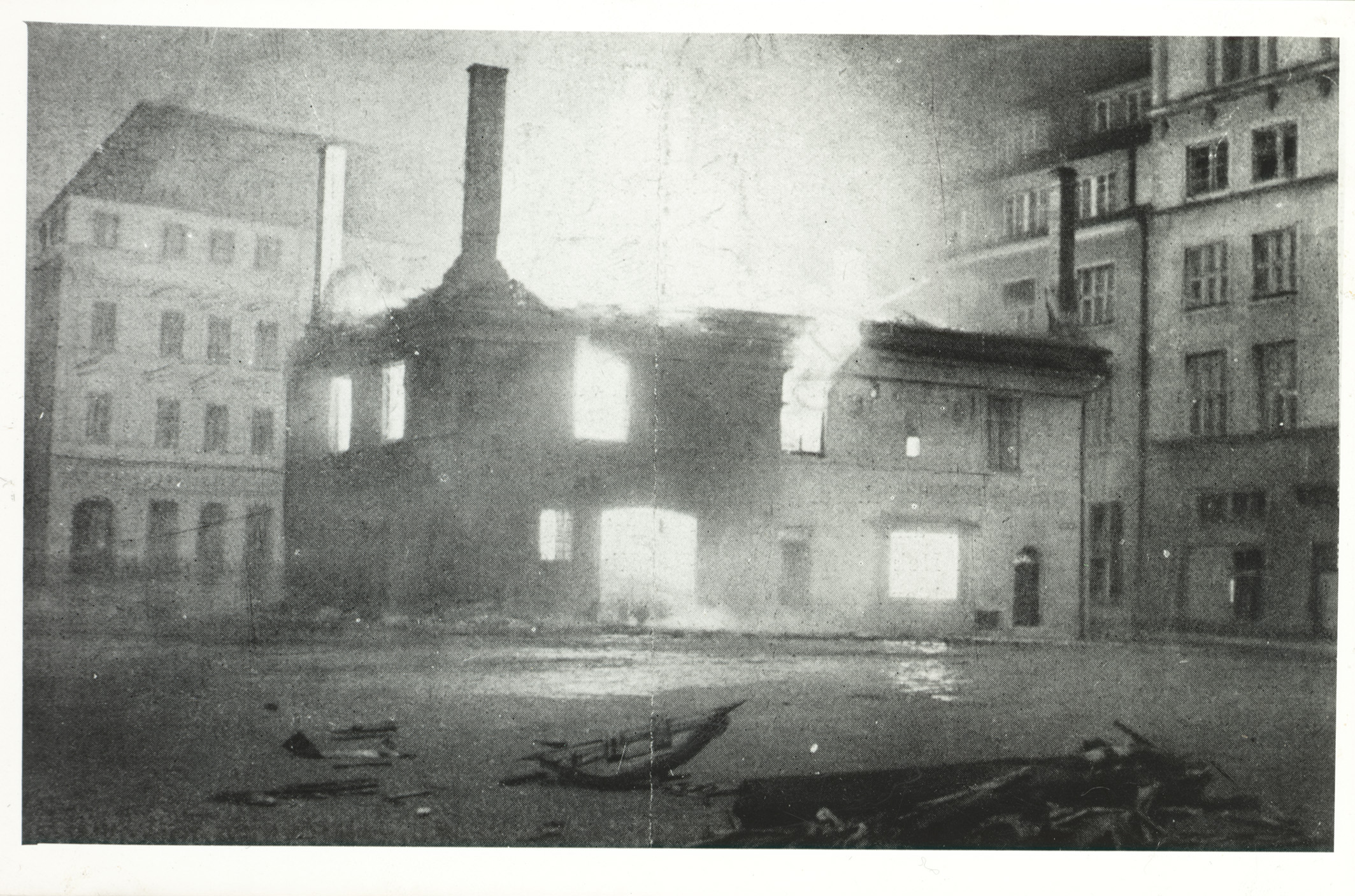
Immeuble en feu (vaekoda).

La Luftwaffe allemande et l'aviation soviétique à longue portée ont bombardé plusieurs fois la capitale estonienne Tallinn pendant la Seconde Guerre mondiale. La première opération de ce genre a lieu pendant la guerre d'été de 1941 (dans le cadre de l'opération Barbarossa). Un certain nombre de missions de bombardement suivront en 1942-1943.
La plus grande campagne de bombardements s'est déroulée en mars 1944 dans le cadre de la bataille de Narva et est connu sous le nom de bombardement de Mars (estonien : märtsipommitamine). Après avoir saboté les réseaux d'approvisionnement en eau, les soviétiques lancèrent plus d'un millier de bombes incendiaires sur la ville, provoquant des incendies généralisés et tuant 757 personnes, dont 586 civils et 75 prisonniers de guerre, en blessant 659 et laissant plus de 20 000 personnes sans abri dans le dégel printanier.
Les bombardements soviétiques laissèrent un héritage de ressentiment et de résistance anti-soviétique, personnifié dans le slogan Varemeist tõuseb kättemaks !, ou « La vengeance sortira des ruines ! », qui sera également utilisé comme slogan par une division estonienne de la Waffen-SS.

## Raids de laLuftwaffeen 1941
L'Union soviétique occupe les pays baltes en 1940, prenant le contrôle des bases navales de la mer Baltique, dont Tallinn. L'invasion allemande progresse rapidement à l'Est vers les États baltes au cours duquel ils commencent à détruire les bases navales soviétiques. En août 1941, la base navale soviétique la plus à l'Ouest se trouve à Tallinn, ce qui en fait une cible principale pour les forces allemandes. La Luftwaffe mène une campagne de bombardements contre la ville de Tallinn dès les premiers jours de la guerre en juin, s'intensifiant en août en raison des tentatives soviétiques d'évacuer les habitants de la ville, des éléments de la flotte de la Baltique, des formations de la 8e armée et des actifs industriels importants pour la production de guerre. Les forces soviétiques perdront le contrôle de l'Estonie à l'été 1941, lorsque les Allemands ont commencé à occuper progressivement le pays.

## Raids des forces aériennes soviétiques, 1942-1943
Tallinn est de nouveau bombardée à plusieurs reprises en mai et septembre 1942. En 1943, plusieurs missions de bombardement sont effectuées par les forces aériennes soviétiques sur Tallinn en février, mars, mai, août et septembre. Les forces allemandes occupant maintenant Tallinn, l'aviation soviétique commence à bombarder la ville qu'elle contrôlait auparavant.

## Raids des forces aériennes soviétiques en 1944
En février 1944, les Allemands accumulent les stocks des provisions, des dépôts de ravitaillement et des unités de réserve pour les lignes de front en Estonie. Le port de Tallinn devient un terminal principal pour le transport des marchandises par les Allemands approvisionnant les lignes de front. En raison de l'augmentation de l'activité allemande dans la ville, l'armée de l'air soviétique cible la capitale estonienne dans le but d'affaiblir les garnisons allemandes.
L'assaut aérien le plus important a lieu le 9 mars. Une semaine auparavant, le maire de Tallinn avait donné l'ordre aux citadins de quitter la ville, mais l'évacuation échoua, car l'ampleur de l'attaque dépassait les attentes de la population locale et du groupe d'armées Nord. La première attaque, s'étalant de 18 h 30 à 21 h 00 pm, voit 300 avions larguer 3 068 bombes, 1 725 explosifs et 1 300 incendiaires,,. Les bombardiers frappent à nouveau la capitale à 2 heures du matin pour une heure et demie supplémentaire. Les pompiers ne parviennent pas à éteindre tous les incendies, car les saboteurs soviétiques avaient fait sauter la station de pompage de la ville avant le raid aérien. Une grande partie des faubourgs en bois a brûlé et le centre-ville a subi d'importants dégâts. Au total, environ 25 % des bâtiments de Tallinn ont été réduits en cendres.
Les dommages militaires sont mineurs, avec quelques installations militaires et magasins de provisions détruits. La principale perte militaire est la combustion d'un million de litres de carburant dans le dépôt de carburant. Parmi les entreprises ayant une certaine importance militaire, l'usine de contreplaqué « Luther » et l'usine de câbles « Urania-Werke » sont détruites. La plupart des bombes sont tombées sur les habitations et les bâtiments publics, notamment le théâtre d'Estonie, l'église Saint-Nicolas, la synagogue de la ville, quatre cinémas et les archives de la ville de Tallinn.
Selon le bilan officiel, 757 personnes sont tuées, dont 586 civils, 50 militaires et 121 prisonniers de guerre. Respectivement, les blessés graves et mineurs sont de 213 et 446. Parmi les blessés se trouvent 65 militaires et 75 prisonniers de guerre. Plus tard, des victimes seront retrouvées dans les décombres, portant le nombre de décès à environ 800. Plus de 20 000 personnes se retrouvèrent sans abri lors du dégel printanier, tandis que les cibles militaires étaient presque intactes,. Immédiatement après le raid de bombardement, les bombardiers de l'armée de l'air finlandaise suivent les bombardiers soviétiques de retour dans trois bases aériennes militaires près de Leningrad et les bombardent. Au cours de l'attaque, environ vingt-cinq avions soviétiques sont abattus à Tallinn et dix autres détruits par l'Ilmavoimat plus tard dans la même nuit.
En ce qui concerne le nombre élevé de victimes civiles et les faibles dommages causés aux installations militaires et stratégiques dans les villes, les bombardements soviétiques sont menés principalement pour détruire le moral de la résistance des civils locaux,,,. Indépendamment des intentions soviétiques, le nombre élevé de victimes civiles des raids accroit considérablement l'hostilité du public estonien envers l'armée soviétique. Le 27 février, un raid aérien soviétique touche des enfants jouant dans la cour de l'école de la paroisse de Luunja, tuant quatre d'entre-eux. La date de leur enterrement se transforma en journée commémorative nationale, accompagnée du poème Uus Herodes (« Hérode moderne ») publié par Henrik Visnapuu,. De plus en plus d'Estoniens ressentiront le besoin de lutter contre l'avancée soviétique. Un slogan sera écrit sur les ruines du théâtre d'Estonie, citant:

« Varemetest tõuseb kättemaks ! (La vengeance sortira des ruines !) »

Le slogan deviendra le titre du journal de la 20e division SS estonienne.
Le dernier bombardement de l'armée de l'Air soviétique sur Tallinn débute la nuit précédant le 22 septembre 1944. L'Union soviétique annexa l'Estonie pour la deuxième fois en septembre 1944.

## Mémoriaux
Les dernières ruines, le long de la rue Harju dans la vieille ville, ont servi de mémorial aux victimes du raid ; mais les ruines ont été comblées en 2007 par un parc après un travail archéologique minutieux.